# Anderson (Californie)
Pour les articles homonymes, voir Anderson.
Anderson est une municipalité du Nord de la Californie, à 143 miles (230 km) au Nord de Sacramento, et à 10 miles (16 km) au Sud de Redding. Située au fond d'une vallée, à une altitude de 130 m, la ville est entourée par le massif de la chaîne des Cascades. La population de cette ville était de 11 323 habitants en 2020.

## Démographie
| 1960  | 1970  | 1980  | 1990  | 2000  | 2010  |
| ----- | ----- | ----- | ----- | ----- | ----- |
| 4 492 | 5 492 | 7 381 | 8 299 | 9 022 | 9 932 |

| 2020   | - | - | - | - | - |
| ------ | - | - | - | - | - |
| 11 323 | - | - | - | - | - |